# Аналоги витамина В1
Аналогами витамина В1 называют структурные аналоги витамина В1, тиамина. Как правило, они обладают улучшенной биодоступностью по сравнению с самим тиамином и используются для лечения состояний, вызванных дефицитом витамина B1. Эти состояния включают авитаминоз, синдром Корсакова, энцефалопатию Вернике и диабетическую невропатию.

## Список аналогов витамина B1
Аналоги витамина B1 включают:
- Ацефуртиамин
- Ацетиамин
- Аллитиамин
- Беклотиамин
- Бенфотиамин
- Бентиамин
- Бисбентиамин
- Цетотиамин
- Цикотиамин
- Фурсультиамин
- Монофосфотиамин
- Октотиамин
- Просультиамин
- Сульбутиамин
- Винтиамол

## Использованная литература
1. ↑  William Martindale. The extra pharmacopoeia. — 30th ed.. — London: Pharmaceutical Press, 1993. — xxvi, 2363 pages с. — ISBN 978-0-85369-300-0, 0-85369-300-5, 0-85369-210-6, 978-0-85369-210-2.